# مافل
مافل (انگلیسی: Mafell) شرکت ابزار برقی آلمانی است، که در سال ۱۸۹۹ تأسیس شد.